# Боконизм
Боконизм — вымышленная религия в романе Курта Воннегута «Колыбель для кошки» (1963).

## Место в сюжете
Согласно роману, основателем религии стал Боконон (настоящее имя Лайонел Бойд Джонсон), житель вымышленного острова Сан-Лоренцо в Карибском бассейне. Эта религия находилась на острове под запретом, благодаря которому всё население острова именно её и исповедовало.

## Основные идеи и понятия
Основы боконизма изложены в так называемых Книгах Боконона в виде коротких притч, афоризмов и небольших стихотворений, так называемых «калипсо». В полном виде это учение читателю недоступно, но по всему роману рассеяны цитаты из Книг Боконона и основные понятия и термины боконизма, применяемые рассказчиком к персонажам и сюжетным ситуациям, — такая отрывочность репрезентации, по мнению критика Марка Амусина, лишь усиливает «привлекательность и суггестивность» учения для читателя. Среди основных понятий боконизма:
- Карасс (англ. karass) — некоторая группа людей, члены которой часто даже не знакомы друг с другом, имеющая тем не менее определённую цель в Провидении — Божьем плане.

Если вы обнаружите, что ваша жизнь переплелась с жизнью чужого человека без особых на то причин, этот человек, скорее всего, член вашего карасса.
По мнению Гарольда Блума, идею карасса можно возвести к концепции предопределённого сродства некоторых душ, сформулированной еврейским мистиком Ицхаком Лурией.
- Частный случай карасса — дюпрасс (англ. duprass), особо гармоничный карасс из двух человек. Люди одного дюпрасса всегда умирают не позднее, чем через неделю друг после друга.
- Гранфаллон (англ. granfalloon) — ложный карасс, кажущееся единство какой-то группы людей, бессмысленное по самой сути, с точки зрения Божьего промысла.
- Вампитер (англ. wampeter) — некая условная событийная ось, к которой притягиваются члены одного карасса.

Вампитером может служить что угодно — дерево, камень, животное, идея, книга, мелодия, святой Грааль. Но что бы ни служило этим вампитером, члены одного карасса вращаются вокруг него в величественном хаосе спирального облака.
- Канкан (англ. kan-kan) — первичное событие, благодаря которому человек обретает свой карасс и понимание своего в нём участия.
- Ранг-ранг (англ. wrang-wrang) — это анти-пример, человек, который отваживает других людей от определённого образа мыслей тем, что примером своей собственной ранг-ранговской жизни доводит этот образ мыслей до абсурда.
- Вин-дит (англ. vin-dit):

Вин-дит слово боконистское, и означает оно, что ты лично испытываешь внезапно толчок по направлению к боконизму, к пониманию того, что Господь Бог всё про тебя знает и что у него есть сложные планы, касающиеся именно тебя.
- Синуусики (англ. sinookas) — невидимые связи между членами одного карасса.

Первая истина, которой открывается Книга Боконона:
Все истины, которые я хочу вам изложить, — гнусная ложь.

## Реакция и рецепция
Убедительность созданной Воннегутом мировоззренческой системы неоднократно отмечалась: как указывает Василий Владимирский,
Если бы Курт Воннегут не выбрал литературную стезю, он сделал бы блестящую карьеру телепроповедника или ведущего психологических тренингов… А то и основал бы собственную религию, как другой писатель-фантаст, Р. Л. Хаббард. В итоге Воннегут перепоручил роль гуру одному из героев «Колыбели…», цинику, лукавому хитрецу и святому мученику Боконону. Боконон (а вместе с ним и Воннегут) не то чтобы даёт советы на все случаи жизни, но внятно, чётко, простыми словами расставляет всё по местам, раскладывает по полочкам.
Боконизм, наряду с джедаизмом и пастафарианством — также игровыми или вымышленными религиозными течениями, получил определённое распространение в качестве альтернативного религиозного самоопределения, в той или иной мере игрового: так, по данным 2009 года около 400 пользователей социальной сети Вконтакте указали на своих страницах боконизм в качестве религии, которую они исповедуют, в 2020 году это число превысило 700 человек. Это неслучайно, поскольку, указывает сербская исследовательница Мария Качавендич, Воннегут моделировал боконизм как религию для постсекулярного общества, в котором традиционные религии утратили силу, однако безрелигиозность ведёт к краху и коллапсу.
Некоторые ранние критики расценивали боконизм как сатирическую атаку на христианство. В то же время, как подчёркивает американский религиовед Купер Харрис, неверно видеть в боконизме только сатирическую «религию после религии»: эта литературная модель в то же время представляет серьёзный интерес как своеобразное исследование по истории религии и отражает «очевидную и устойчивую увлечённость Воннегута религией и её элементами (мифом, доктриной, писанием)».